# (11863) 1989 EX
(11863) 1989 EX est un astéroïde de la ceinture principale découvert en 1989.

## Description
(11863) 1989 EX a été découvert le 8 mars 1989 à Okutama au Japon par Tsutomu Hioki et Nobuhiro Kawasato.

### Caractéristiques orbitales
L'orbite de cet astéroïde est caractérisée par un demi-grand axe de 2,56 UA, un périhélie de 2,23 UA, une excentricité de 0,13 et une inclinaison de 11,79° par rapport à l'écliptique. Du fait de ces caractéristiques, à savoir un demi-grand axe compris entre 2 et 3,2 UA et un périhélie supérieur à 1,666 UA, il est classé, selon la JPL Small-Body Database, comme objet de la ceinture principale.

### Caractéristiques physiques
(11863) 1989 EX a une magnitude absolue (H) de 13,4 et un albédo estimé à 0,195.